# 007: Координаты «Скайфолл»
«007: Координаты „Скайфолл“» (англ. Skyfall) — двадцать третий фильм из серии фильмов про вымышленного агента 007 британской разведки Джеймса Бонда, героя романов Яна Флеминга. Фильм получил своё название в честь родового поместья Бонда. Роль самого Бонда в третий раз исполнил Дэниел Крейг. Третья лента в серии перезапуска франшизы. Первый фильм во франшизе о Джеймсе Бонде, вышедший в формате IMAX.
Премьера фильма (в Великобритании, Европе и СНГ) состоялась 26 октября 2012 года и была приурочена к 50-летию кинобондианы. Фильм был отмечен пятью номинациями на премию «Оскар», в которых он получил две статуэтки: за лучшую песню и звуковой монтаж.

## Сюжет
Джеймс Бонд (Дэниел Крейг) выполняет задание в Стамбуле, страхуя других агентов  Ми-6 при операции с жёстким диском, содержащим список агентов британской разведки, работающих под прикрытием, т. е. залегендированных и внедренных в различные преступные и террористические группировки. Бонд приходит слишком поздно: его товарищи убиты, а диск попал в руки наёмника. Преследуя похитителя диска на улицах Стамбула, на крыше и в переулках Большого базара, на крыше движущегося поезда, Бонд оказывается под прицелом агента Манипенни (Наоми Харрис), которая страхует уже его. Операцией руководит лично М (Джуди Денч), находящаяся «в ухе» у своих агентов. В решающий момент схватки между Бондом и наемником М приказывает Манипенни стрелять в наёмника, даже если есть риск попасть в Бонда. После выстрела Бонд падает с моста в реку. Наёмник уходит с диском. Бонда считают погибшим.
Спустя несколько месяцев М вызывает для отчета глава Объединённого разведывательного комитета Гаррет Меллори (Рэйф Файнс). Обсуждая пропажу списка агентов, он ставит под сомнение компетентность М и намекает на почетную отставку, поскольку методы работы Ми-6 вызывают все больше вопросов. М дает понять, что уйдет, только когда приведет дела в порядок. Однако сразу после встречи в штаб-квартире MI6 происходит взрыв, который приводит к многочисленным жертвам среди сотрудников.
Через несколько дней в Лондоне объявляется Бонд. Он уцелел при падении и предпочел скрыться. Проведя несколько месяцев под фальшивым именем в тропической стране, где он пытался восстановиться после ранения и приказа М стрелять в него ради интересов дела, Бонд решил вернуться, осознав свой долг быть в Англии в такой момент.
Бонд получает допуск в резервную штаб-квартиру Ми-6 в подземном бункере и заново проходит проверку и экзамен на допуск к разведывательной работе (он не проходит по показателям, но М закрывает на это глаза); он знакомится с новым Q (Бен Уишоу), от которого получает пистолет и радиопеленгатор. М делится мнением, что за атакой на штаб-квартиру Ми-6 стоит кто-то, кто знает систему изнутри. Бонд считает, что М знает больше, чем говорит.
За время отсутствия Бонда наёмник, похитивший диск в Стамбуле, был идентифицирован, его зовут Патрис (Ола Рапас), но на кого он работает неизвестно. Есть информация, что Патрис взял контракт в Шанхае, куда и направляют 007.
Выследив Патриса, Бонд убивает его. В его вещах он находит необычную фишку казино в Макао. Складывается впечатление, что это способ получить гонорар за шанхайскую работу. В казино с Бондом знакомится с красавицей Северин (Беренис Марло), которая дает понять, что она представитель заказчика. На яхте Северин Бонд добирается до оставленного жителями острова в Южно-Китайском море. Там Бонда уже ждёт некто Рауль Силва (Хавьер Бардем), бывший агент Ми-6, стоящий за взрывом штаб-квартиры и кражей списка агентов, которых он теперь одного за другим рассекречивает (после чего их уничтожают). Силва убивает Северин, но Бонд успевает вызвать подкрепление с помощью радиопеленгатора.
Силва арестован и доставлен в Лондон. В ходе задержания Силва намекает Бонду на то, что М не бережёт своих агентов. А встретив её лично рассказывает, что, будучи 15 лет назад захвачен в Гонконге китайскими агентами он долго держался, несмотря на пытки, пока не понял, что его сдала лично М. После чего Силва попытался покончить с собой, прокусив зуб с цианидом, но вместо этого непреднамеренно вызвал остеомиелит левой стороны своего черепа; из-за этого он теперь носит вставную челюсть с металлической левой скулой. М объясняет Бонду, что настоящее имя Силвы — Тиаго Родригес, и он действительно был блистательным агентом, пока не начал по собственной инициативе взламывать китайцев. Они вышли на него непосредственно перед передачей Гонконга, и М сдала его, чтобы процесс передачи прошёл спокойно.
Бонд и Q вскрывают компьютер Силвы и обнаруживают там карту лондонского подземелья, но в этот момент Силве удаётся бежать прямо из новой подземной штаб-квартиры Ми-6 и уйти по линиям метро под городом. Во время преследования Бонд понимает, что Силва постоянно на шаг впереди только благодаря тому, что контролирует компьютерную сеть британской разведки. Всё, вплоть до сдачи в плен, — это элементы его плана. Силва пытается убить М в тот момент, когда она даёт показания парламентскому комитету. Бонд в перестрелке спасает жизнь своей начальницы и убеждает не возвращаться ни в одной из ведомственных укрытий, поскольку все возможные новые локации Ми-6 и весь ведомственный транспорт могут быть вычислены Силвой по компьютерной сети. Бонд забирает свою личную машину и увозит М в родовое поместье Бондов в Шотландии — Скайфолл. Силве же при помощи Q намеренно оставляют след в компьютерной сети Ми-6 — где можно искать М. В поместье Бондов Джеймс Бонд, лесничий Кинкейд (Альберт Финни) и М готовятся дать отпор Силве и его банде боевиков. В ходе боя Бонду, Кинкейду и М удаётся успешно вывести приспешников Силвы из игры. Но М оказалась ранена и захвачена Силвой. В последний момент Бонд убивает Силву. Через несколько минут М умирает на руках у Бонда от полученных ранений...
Новым начальником Ми-6 назначен Гаррет Мэллори. Манипенни решает не возвращаться агентом «в поле» и переходит на офисную работу. Бонд получает новое задание от нового М...

## В ролях
| Актёр          | Роль                                                                       |
| -------------- | -------------------------------------------------------------------------- |
| Дэниел Крейг   | Джеймс Бонд                                                                |
| Джуди Денч     | М, Оливия Мэнсфилд                                                         |
| Хавьер Бардем  | Рауль Сильва / Тьяго Родригес                                              |
| Наоми Харрис   | Ив Манипенни                                                               |
| Рэйф Файнс     | новый М, Гаррет Мэллори глава Объединённого разведывательного комитета     |
| Бен Уишоу      | Q глава исследовательского центра MI6                                      |
| Хелен Маккрори | Клэр Довар председатель парламентского комитета по разведке и безопасности |
| Альберт Финни  | Кинкейд лесничий                                                           |

| Актёр            | Роль                                           |
| ---------------- | ---------------------------------------------- |
| Беренис Марло    | Северин одна из девушек Бонда                  |
| Ола Рапас        | Патрис наёмник                                 |
| Рори Киннир      | Билл Таннер начальник управления персонала MI6 |
| Тоня Сотиропулу  | второстепенная девушка Бонда                   |
| Санти Скинелли   | связной в Лондоне (в титрах не указан)         |
| Николас Вудесон  | доктор Холл штатный психолог MI6               |
| Бен Лойд-Холмс   | агент                                          |
| Михай Арсен      | бизнесмен (в титрах не указан)                 |
| Майкл Дж. Уилсон | эпизодическая роль                             |
| Суан-Ли Онг      | главный крупье                                 |

Актёрский состав также включает помощников Сильвы: Йенс Хультен в роли приспешника Сильвы, который падает вместе с Бондом в замёрзшее озеро; Хан Бонфилс в роли члена экипажа лодки, Лианг Янг в роли телохранителя Северин, Том Ву в роли наёмника Сильвы.

## Работа над картиной
Режиссёром следующего фильма-франшизы, сразу после «Кванта милосердия», был назначен Сэм Мендес, но начала производства пришлось ждать до 2010 года. Очередной проект бондианы оставался продолжительное время под вопросом из-за сложной финансовой ситуации вокруг MGM, которая в 2010 году объявила о предстоящем банкротстве. Продюсеры запланировали, что премьера 23 эпизода бондианы будет приурочена к 50-летнему юбилею выхода в свет первого фильма серии. Бюджет картины составил около $150 млн, из них около $45 млн было предоставлено спонсорами за возможность размещения продакт-плейсмент рекламы.

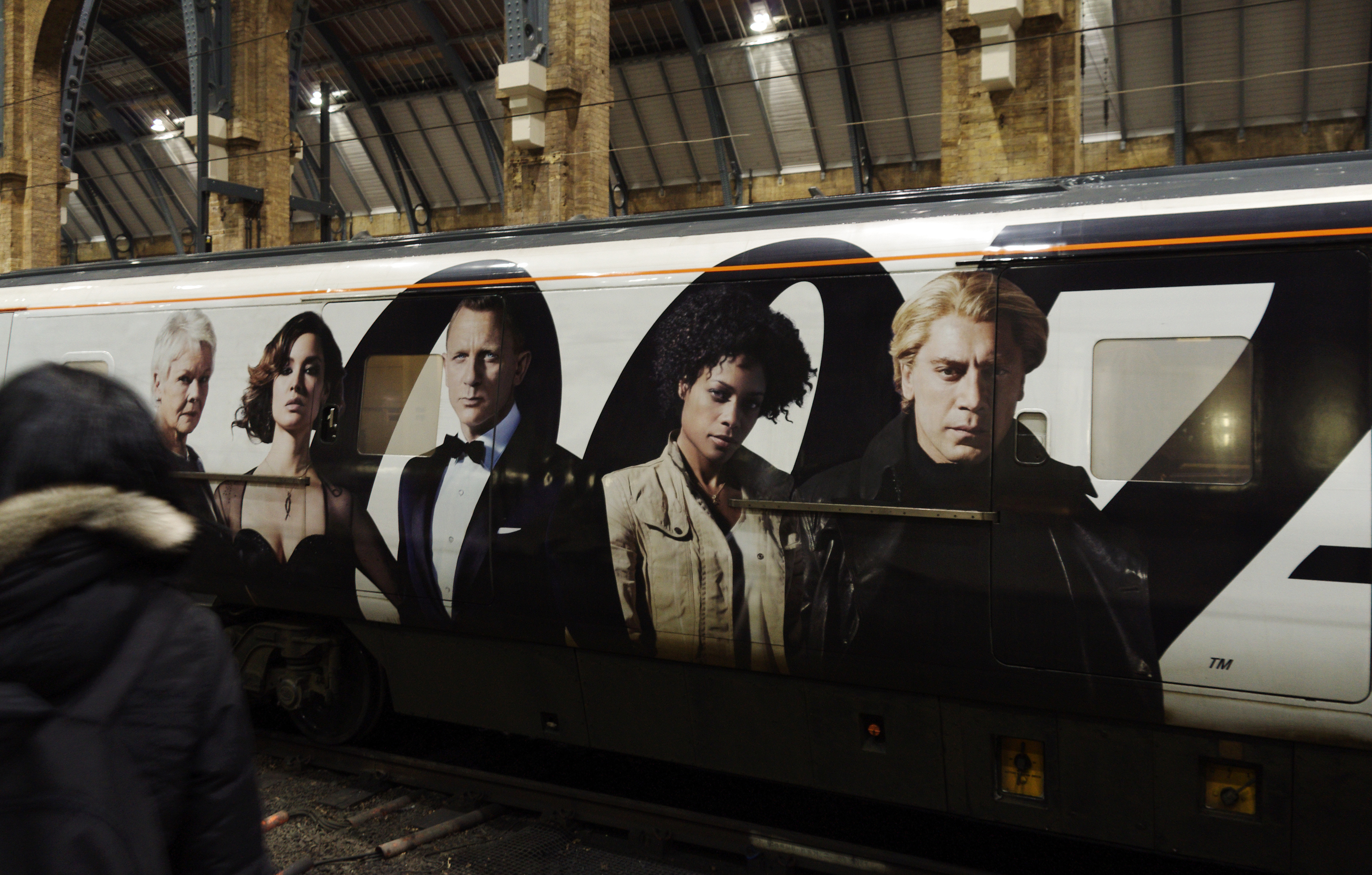
Реклама фильма на поезде в Лондоне

Идею сценария разработал Питер Морган. Затем, основываясь на ней, сценарий начали писать Нил Первис и Роберт Уэйд, которые работали над предыдущими фильмами серии с 1999 года. Продюсеры и режиссёр проекта остались не удовлетворены результатом и решили поручить окончательную доработку Джону Логану. Дэниел Крейг планировал, что его третий фильм в серии будет обычной бондианой, так как считал, что предыдущая серия была не очень тепло принята публикой. Причиной тому стал отказ продюсеров от большинства «фишек» агента 007: к примеру, потребительского отношения к женщинам, коктейля водка-мартини, фразы «Бонд. Джеймс Бонд». В октябре 2011 года в печать проникли материалы о предполагаемом будущем названии картины, которое будет содержать слово Skyfall. В ноябре 2011 года создатели фильма на пресс-конференции впервые огласили некоторые детали будущей картины и членов её команды.
Производство проекта «Skyfall» стартовало 3 ноября 2011 года. Съёмки фильма начались в Лондоне, на рынке Смитфилд, на Уайтхолл, у здания MI6, на мосту Vauxhall Bridge, и затем в отелях Лондона Corinthia Hotel и Four Seasons Canary Wharf — в бассейне отеля, на студии Pinewood в павильоне «007 Stage», а также в Шотландии, Китае (Шанхай). На мертвом острове Хасима в Японии происходили съёмки логова главного злодея Рауля Сильва. С марта по май 2012 года производство продолжилось в Турции, в Стамбуле. Всего съёмки заняли 133 дня. По отзыву режиссёра картины, в ней минимально использовались специальные эффекты. Некоторые из трюков, в частности в сцене поединка на крыше поезда, Крейг выполнил самостоятельно, без каскадёров. Фильм стал самым длинным (143 минуты) во всей серии после «Казино „Рояль“».
После премьеры ленты режиссёр Сэм Мэндес заявил, что некоторое время он вёл переговоры с Шоном Коннери, исполнителем роли Бонда в первом официальном фильме о нём, чтобы тот сыграл в предстоящей картине лесничего Кинкейда. Актёр отказался, сославшись на то, что не собирается возвращаться в «бондиану» во второстепенном образе.
Большинство членов команды, занятых в производстве картины, уже имели опыт в работе над предыдущими картинами бондианы. В частности, это супервайзер специальных эффектов Крис Корбаулд и художник-постановщик Деннис Гасснер. Композитором картины стал Томас Ньюмен, который до этого успешно работал с Мендесом в нескольких картинах. Заглавную песню «Skyfall» к фильму исполнила британская певица Adele, музыку для этой темы написал Пол Эпворт. Сингл «Skyfall» был выпущен в 0:07 по Британскому летнему времени 5 октября 2012 во всемирный день Джеймса Бонда.
Дэниел Крейг подписал контракт, как минимум, ещё на два фильма, где он будет играть роль Бонда. Мировая премьера первого из них («007: Спектр») состоялась 26 октября 2015 года в Лондоне. В России картина вышла на экраны 6 ноября 2015 года. Затем вышел фильм «Не время умирать», премьера состоялась 28 сентября 2021 года в лондонском Альберт-холле.

## Прокат
Премьера фильма состоялась 23 октября 2012 в лондонском театре Royal Albert Hall. Картина вышла в свет в Великобритании и в некоторых странах Европы и СНГ 26 октября 2012. В США премьера была запланирована на 9 ноября, в Японии и некоторых странах Азии — 1 декабря. Картина стала первой в серии бондианы, которая вышла также в формате для кинотеатров IMAX. По оценкам специалистов, картина получила очень хорошие предварительные отзывы в «сарафанном радио» (word of mouth (англ.)). Отзывы в ведущих профильных изданиях предсказали картине отличные кассовые сборы.
В Великобритании картина стартовала показом в 587 кинотеатрах на 1500 экранах и в открывающий уикенд собрала $60 млн, побив предыдущий рекорд, принадлежавший фильму «Гарри Поттер и Дары Смерти 2». Уже к 8 ноября «…Скайфолл» стала самой кассовой картиной 2012 года в Великобритании. Картина также отметилась высокими показателями в прокате США. В открывающий уикенд в США (9—11 ноября) она собрала $87.8 млн (3505 кинотеатров). Первый фильм бондианы — 14-й фильм в мире, который собрал в прокате больше 1 млрд долларов.

## Критика
Картина получила преимущественно положительные рецензии критики. Обозреватель Forbes назвала «Скайфолл» одним из лучших фильмов года. Сравнивая с предыдущей картиной серии, обозреватель Hollywood Reporter Тодд Маккарти вспомнил о значении картины «Казино „Рояль“» в серии. В этом же ряду «Скайфолл» — успешное продолжение замысла, со своими особенностями, и ещё одно свидетельство того, что рестарт франшизы прошёл успешно. В картине ощущается своеобразие, которое внёс своей творческой манерой Мендес, что благотворно сказалось на конечном результате. Необычным стал сюжетный ход создателей, поставивших «вечного персонажа второго плана» — М — на первый план. Многие обозреватели сравнили третий фильм с Крейгом в роли Бонда с «Тёмным рыцарем» — картиной, которая задала стандарт для современных боевиков. Большинство критиков сошлось на мнении о том, что визуальная сторона картины и постановка боёв — одна из лучших в серии.
Специалисты высоко оценили актёрскую игру, особенно главных персонажей.
Манола Даргис (New York Times) заметила, что специальные эффекты не затмевают интимную теплоту и драму переживаний, выходящие на первый план. Сильву выделили как одного из лучших злодеев во всей бондиане, а эпизод с его допросом критик Робби Коллин (Daily Telegraph) сравнил со знаменитой сценой с участием Ганнибала Лектера. Обозреватель BBC даже провёл аналогию между Сильвой и Джулианом Ассанжем, основателем сайта Wikileaks. Сильва настолько хорош, что отвлекает внимание зрителей от главного положительного героя. Один из предыдущих исполнителей роли Бонда 85-летний Роджер Мур высоко оценил работу Мендеса, назвав «Скайфолл» лучшим фильмом «бондианы». Образ шпиона, созданный Дэниелом Крейгом, актёр также посчитал лучшим в истории. Критик «Российской газеты» Валерий Кичин отметил, что Бонд, потерявший свой гламурный блеск, наконец стал подлинным героем, действующим, ошибающимся и сомневающимся. Моральная двусмысленность и конфликт, с которым столкнулся Крейг в роли Бонда, его приоткрытое прошлое — одна из наиболее интригующих сторон картины. Объясняя личностный кризис, критик журнала «Коммерсантъ» провела параллель между действующими лицами классических произведений и «мендесовским» Бондом. Критик Washington Post трактовала фигуру главного героя через сравнение с другим известным образом Джейсона Борна. Обозреватель ресурса Variety пришёл к выводу, что успех картины прежде всего в мастерском балансе старого и нового начала классической серии, который был найден режиссёром и подчеркнут актёрской игрой.

Независимо от параллелей с серией о Джейсоне Борне или блестящей сагой о Бэтмене Нолана, «…Скайфолл» радикально меняет привычную формулу бондианы, оставаясь при этом верным общей сюжетной канве серии, создавая редкую ситуацию, когда очередной сюжетный поворот в фильме непредсказуем для зрителя. Без ущерба для действия или энергетики, Мендес выдвигает актёров на передний план, раскрывая их сложное эмоциональное состояние — то, на что во франшизе никогда прежде не решались.
Оригинальный текст (англ.)Whatever parallels it shares with the Bourne series or Nolan's astonishingly realized Batman saga, "Skyfall" radically breaks from the Bond formula while still remaining true to its essential beats, presenting a rare case in which audiences can no longer anticipate each twist in advance. Without sacrificing action or overall energy, Mendes puts the actors at the forefront, exploring their marvelously complex emotional states in ways the franchise has never before dared.
— Питер Дебрюгге
Отмечая слабости картины, обозреватели выделили некоторую затянутость фильма. Вторая часть картины и особенно её концовка в смысле развития событий и действия ощутимо провисает по сравнению с началом. Плохо проработана в фильме сюжетная линия, касающаяся девушек Бонда. Ни Наоми Харрис, ни Бернис Марло так в итоге и не играют эту шаблонную роль для франшизы. Зрителям остаётся не вполне ясно — какую роль они играли в картине. Роль девушки Бонда отходит к Джуди Денч.

## Награды и номинации
| Награды и номинации                         | Награды и номинации                                                     | Награды и номинации                                                              | Награды и номинации | Награды и номинации |
| Награда                                     | Категория                                                               | Номинант                                                                         | Результат           |                     |
| ------------------------------------------- | ----------------------------------------------------------------------- | -------------------------------------------------------------------------------- | ------------------- | ------------------- |
| «Выбор критиков»                            | «Лучший боевик»                                                         |                                                                                  | Победа              |                     |
| «Выбор критиков»                            | «Лучшая мужская роль в боевике»                                         | Дэниел Крейг                                                                     | Победа              |                     |
| «Выбор критиков»                            | «Лучшая женская роль в боевике»                                         | Джуди Денч                                                                       | Номинация           |                     |
| «Выбор критиков»                            | «Лучшая мужская роль второго плана»                                     | Хавьер Бардем                                                                    | Номинация           |                     |
| «Выбор критиков»                            | «Лучшая женская роль второго плана»                                     | Джуди Денч                                                                       | Номинация           |                     |
| «Выбор критиков»                            | «Лучшая песня» (Skyfall)                                                | Адель, Пол Эпворт                                                                | Победа              |                     |
| «Выбор критиков»                            | «Лучшая операторская работа»                                            | Роджер Дикинс                                                                    | Номинация           |                     |
| «Золотой глобус»                            | «Лучшая песня» (Skyfall)                                                | Адель, Пол Эпворт                                                                | Победа              |                     |
| Премия Гильдии киноактёров США              | «Лучшая мужская роль второго плана»                                     | Хавьер Бардем                                                                    | Номинация           |                     |
| Премия Гильдии киноактёров США              | «Лучший каскадёрский состав»                                            |                                                                                  | Победа              |                     |
| «Спутник»                                   | «Лучший фильм»                                                          |                                                                                  | Номинация           |                     |
| «Спутник»                                   | «Лучшая мужская роль второго плана»                                     | Хавьер Бардем                                                                    | Победа              |                     |
| «Спутник»                                   | «Лучшая женская роль второго плана»                                     | Джуди Денч                                                                       | Номинация           |                     |
| «Спутник»                                   | «Лучшая музыка»                                                         | Томас Ньюман                                                                     | Номинация           |                     |
| «Спутник»                                   | «Лучшая песня» (Skyfall)                                                | Адель, Пол Эпворт                                                                | Номинация           |                     |
| «Спутник»                                   | «Лучшая операторская работа»                                            | Роджер Дикинс                                                                    | Номинация           |                     |
| «Спутник»                                   | «Лучшие визуальные эффекты»                                             |                                                                                  | Номинация           |                     |
| Общество кинокритиков Лас-Вегаса            | «Лучшая песня» (Skyfall)                                                | Адель, Пол Эпворт                                                                | Победа              |                     |
| Ассоциация кинокритиков Лос-Анджелеса       | «Лучшая операторская работа»                                            | Роджер Дикинс                                                                    | Победа              |                     |
| Ассоциация кинокритиков Вашингтона          | «Лучшая мужская роль второго плана»                                     | Хавьер Бардем                                                                    | Номинация           |                     |
| Ассоциация кинокритиков Вашингтона          | «Лучшая операторская работа»                                            | Роджер Дикинс                                                                    | Номинация           |                     |
| Гильдия продюсеров США                      | «Лучшее продюсирование полнометражного художественного фильма»          | Барбара Брокколи, Майкл Дж. Уилсон                                               | Номинация           |                     |
| Премия Гильдии художников-постановщиков США | «Лучшая работа художника-постановщика в фильме на современную тематику» | Деннис Гасснер                                                                   | Победа              |                     |
| Ассоциация кинокритиков Чикаго              | «Лучшая женская роль второго плана»                                     | Джуди Денч                                                                       | Номинация           |                     |
| Ассоциация кинокритиков Чикаго              | «Лучшая операторская работа»                                            | Роджер Дикинс                                                                    | Номинация           |                     |
| Ассоциация кинокритиков Чикаго              | «Лучший монтаж»                                                         | Стюарт Бэйрд                                                                     | Номинация           |                     |
| Круг кинокритиков Лондона                   | «Лучший британский фильм»                                               |                                                                                  | Номинация           |                     |
| Круг кинокритиков Лондона                   | «Лучшая мужская роль второго плана»                                     | Хавьер Бардем                                                                    | Номинация           |                     |
| Круг кинокритиков Лондона                   | «Лучшая женская роль второго плана»                                     | Джуди Денч                                                                       | Номинация           |                     |
| Круг кинокритиков Лондона                   | «Лучший британский актёр»                                               | Дэниел Крейг                                                                     | Номинация           |                     |
| Круг кинокритиков Лондона                   | «Лучшая британская актриса»                                             | Джуди Денч                                                                       | Номинация           |                     |
| Национальное общество кинокритиков США      | «Лучшая операторская работа»                                            | Роджер Дикинс                                                                    | Номинация           |                     |
| BAFTA                                       | «Лучший британский фильм»                                               |                                                                                  | Победа              |                     |
| BAFTA                                       | «Лучшая мужская роль второго плана»                                     | Хавьер Бардем                                                                    | Номинация           |                     |
| BAFTA                                       | «Лучшая женская роль второго плана»                                     | Джуди Денч                                                                       | Номинация           |                     |
| BAFTA                                       | «Лучшая музыка к фильму»                                                | Томас Ньюман                                                                     | Победа              |                     |
| BAFTA                                       | «Лучшая операторская работа»                                            | Роджер Дикинс                                                                    | Номинация           |                     |
| BAFTA                                       | «Лучшая работа художника-постановщика»                                  | Деннис Гасснер, Анна Пиннок                                                      | Номинация           |                     |
| BAFTA                                       | «Лучший монтаж»                                                         | Стюарт Бэйрд                                                                     | Номинация           |                     |
| BAFTA                                       | «Лучший звук»                                                           | Стюарт Уилсон, Скотт Миллан, Грег П. Расселл, Пер Холлберг, Карен Бэйкер Лэндерс | Номинация           |                     |
| «Оскар»                                     | «Лучшая музыка к фильму»                                                | Томас Ньюман                                                                     | Номинация           |                     |
| «Оскар»                                     | «Лучшая песня» (Skyfall)                                                | Адель, Пол Эпворт                                                                | Победа              |                     |
| «Оскар»                                     | «Лучшая операторская работа»                                            | Роджер Дикинс                                                                    | Номинация           |                     |
| «Оскар»                                     | «Лучший монтаж звука»                                                   | Пер Холлберг и Карен Бэйкер Лэндерс                                              | Победа              |                     |
| «Оскар»                                     | «Лучший звук»                                                           | Скотт Миллан, Грег П. Расселл и Стюарт Уилсон                                    | Номинация           |                     |
| «Сатурн»                                    | «Лучший боевик или приключенческий фильм»                               |                                                                                  | Победа              |                     |
| «Сатурн»                                    | «Лучшая мужская роль»                                                   | Дэниел Крейг                                                                     | Номинация           |                     |
| «Сатурн»                                    | «Лучшая мужская роль второго плана»                                     | Хавьер Бардем                                                                    | Номинация           |                     |
| «Сатурн»                                    | «Лучшая женская роль второго плана»                                     | Джуди Денч                                                                       | Номинация           |                     |
| «Сатурн»                                    | «Лучшая музыка»                                                         | Томас Ньюман                                                                     | Номинация           |                     |
| «Сатурн»                                    | «Лучший грим»                                                           |                                                                                  | Номинация           |                     |
| «Сатурн»                                    | «Лучший монтаж»                                                         | Стюард Бэйрд                                                                     | Номинация           |                     |
| «Империя»                                   | «Лучший фильм»                                                          |                                                                                  | Победа              |                     |
| «Империя»                                   | «Лучший британский фильм»                                               |                                                                                  | Номинация           |                     |
| «Империя»                                   | «Лучший триллер»                                                        |                                                                                  | Номинация           |                     |
| «Империя»                                   | «Лучшая мужская роль»                                                   | Дэниел Крейг                                                                     | Номинация           |                     |
| «Империя»                                   | «Лучшая женская роль»                                                   | Джуди Денч                                                                       | Номинация           |                     |
| «Империя»                                   | «Лучший режиссёр»                                                       | Сэм Мендес                                                                       | Победа              |                     |